# Йоанис Аврасоглу
Йоанис Аврасоглу с псевдоним Амвракиотис (на гръцки: Ιωάννης Γ. Αβράσογλου, Αμβρακιώτης) е гръцки офицер и революционер, деец на Гръцката въоръжена пропаганда в Македония от началото на XX век.

## Биография
Йоанис Аврасоглу е роден през 1861 година в Станимака. През 1885 година завършва гръцката гимназия в Солун. По-късно е произведен в офицерски чин от гръцката армия. Служи в артилерията и взима участие в Гръцко-турската война в 1897 г.
Между декември 1904-1906 година работи в гръцкото консулство в Солун с псевдонима Йоанис Амвракиотис (Αμβρακιώτης). Подпомага дейността на Георгиос Какулидис.
През август 1905 година гръцкото консулство в Солун решава да създаде чета в Кукушко, за да бъде заместен раненият Спирос Спиромилиос. Аврасоглу формира чета от 50 души и заминава за Кукушко. На 25 август 1906 година е арестуван в Саръкьой. На 6 декември 1906 година успява да избяга с помощта на гръцкия комитет и се укрива в консулството в Солун. На негово място действа Александрос Евстратиадис (Николаос Еврипиотис), който организира силен гръцки комитет в Крондирци.
Аврасоглу взима участие в преврата в Гуди в 1909 година. Участва в Балканските войни в 1912 – 1913 г.
- Йоанис Аврасоглу
- Георгиос Какулидис и Аврасоглу (вдясно)
- Четници на Аврасоглу на път за Кукушко